# Ежа сборная
Е́жа́ сбо́рная, или Ежа обыкнове́нная (лат. Dáctylis glomeráta) — вид многолетних травянистых растений рода Ежа (Dactylis) семейства Злаки, или Мятликовые (Poaceae). Принадлежит к числу лучших кормовых трав.

## Ботаническое описание

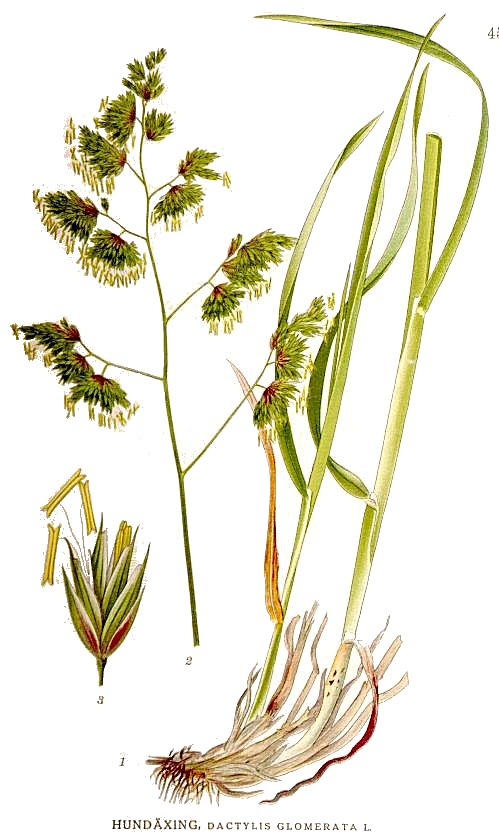

Многолетнее травянистое рыхлодерновинное растение. Корневище короткое, ползучее, довольно толстое, с обильными мочковатыми тонкими корнями. Стебли (25)35—130(150) см высотой и 1,5—3 мм толщиной, прямые или приподнимающиеся у основания, с длинными междоузлиями, голые, гладкие или под соцветием слабо шероховатые.
Листья (3)5—12(20) мм шириной, серовато-зелёные, линейные или широколинейные, чаще плоские или вдоль сложенные, мягкие, острошероховатые или острошиповатые по краям, шероховатые по жилкам, тонко заострённые. Влагалища как правило короче междоузлий, сильно сплюснутые, на ½—¾ длины от основания замкнутые, шероховатые, реже гладкие или коротковолосистые. Язычки (2,5)4—7(10) мм длиной, плёнчатые, продолговато-яйцевидные, тупые, расщеплённые, наверху бахромчато-надорванные, обычно голые и гладкие.
Соцветие — серовато-зелёная, плотная, густая, сжатая с боков, односторонняя, лопастная, обычно треугольная в очертании метёлка (вначале узкая и плотная; во время цветения широколанцетная, с отклонёнными и раскинутыми ветвями первого порядка; позже сжатая), (3)7—15(20) см длиной и (2)3—5(7) см шириной, с остротрёхгранной осью и отходящими от узлов по одной, по двум сторонам метёлки, шероховатыми, длинными, особенно нижними, ветвями первого порядка, на которых непосредственно, или на отдельных веточках второго порядка, расположены однобокие, продолговато-эллиптические, головчатые пучки тесно скученных колосков.
Колоски (2)3—5(6)-цветковые, (4)6—8(10) мм длиной, на коротких ножках, сильно сжатые с боков, продолговато-обратнояйцевидной формы, серовато-зелёные, часто с фиолетовым оттенком; ось с сочленением под каждым цветком, шероховатая, иногда с рассеянными короткими волосками. Колосковые чешуи почти одинаковые, килеватые, ланцетные или ланцетно-продолговатые, жесткие, кожисто-перепончатые, по килю реснитчатые, с 1—3 неясными жилками, очень острые, с остевидными заострениями, короче колоска и цветочных чешуй; нижняя колосковая чешуя (2)3,5—5(6,5) мм длиной, верхняя колосковая чешуя 3—5,5(7) мм длиной. Цветочные чешуи неодинаковые. Нижняя цветочная чешуя (3)5—6,5(7) мм длиной, продолговатая, продолговато-ланцетная или ланцетная, с 5 тонкими жилками, резко килеватая, вверху по килю жёсткореснитчатая, по краю короткореснитчатая, иногда полностью голая, на верхушке с остриём или остью 1—2(2,5) мм длиной. Каллус голый, очень короткий. Верхняя цветочная чешуя немного короче нижней, ланцетно-эллиптическая, плёнчатая, уплощённая, с 2 килями, по килям шероховатая или короткореснитчатая, кверху суженная, на верхушке двузубчатая. Цветковые плёнки двузубчатые или двулопастные. Тычинок 3, пыльники до (1,5)2—4,5(5) мм длиной. Столбик пестика удлинённый, рыльце перистое.
Плод — продолговатая зерновка, с внутренней стороны желобчатая, 1,8—3 мм длиной; рубчик овальный, в 6—8 раз короче зерновки. Масса 1000 семян 0,8—1,24 грамма.
Цветение июнь—август, плодоношение июль—сентябрь.

## Распространение
Широко распространён в субтропических и умеренно тёплых районах почти всей Европы, в Северной Африке, значительной части вне тропической Азии, в качестве интродуцированного или заносного растения во многих вне тропических областях обоих полушарий (в Америке, Австралии и Новой Зеландии).

## Экология
Лесной и луговой вид с широкой экологической амплитудой: растёт отдельными экземплярами в разреженных и светлых лиственных лесах, на полянах и опушках, на суходольных, песчаных заливных и крупнозлаковых пойменных лугах, среди кустарников, а также у дорог, на вырубках и пустырях и в населённых пунктах; может образовывать чистые заросли, особенно при сенокосном использовании луга. Поднимается в горы до субальпийского пояса.
Размножается семенами и вегетативно — делением куста на части. Всхожесть семян сохраняется 3—4 года. Некоторая часть семян в урожае остается недозрелой, легковесной, иногда без развитого зародыша, легко отвеивается. На семенную продуктивность растения в значительной мере влияет внесение азотных удобрений.
Относится к злакам утреннего цветения. Цветение и опыление происходит с 5—6 часов утра до 10—12 часов дня. В прохладные дни цветение начинается позже. Как и большинство луговых злаков, при температуре ниже 10 °С не цветёт. Цветение протекает неравномерно — вначале цветут верхние части метёлки, затем ниже. С средней полосе России начало от начала отрастания до цветения проходит в среднем около 1,5—2 месяцев, от начала цветения до созревания семян занимает около месяца.
Растение озимого типа развития. В год посева растёт медленно, затем сильно кустится и формирует множество укороченных вегетативных побегов с длинными листьями. В год посева кустистость равна 12—20 побегам, во 2-й год — 40—80, реже 120 побегов и в 3-й — 70—120, редко 150—160 побегов. При хорошем обеспечении почвенной влагой кустится в течение всей вегетации, в отличие от овсяницы луговой (Festuca pratensis) и тимофеевки луговой (Phleum pratense). Вегетационный период длится 86—96 дней, а скороспелых сортов 75—80 дней, у позднеспелых 95—108 дней.
Растение теневыносливо. Отрицательно реагирует на засоление почвы. Считается засухоустойчивой культурой. На недостаток почвенной влаги сильно реагирует резким снижением урожая. Транспирационный коэффициент — 501, что выше, чем у тимофеевки (Phleum). Очень чувствительна к затоплению и избыточному увлажнению почвы, не выносит длительного затопления полыми водами более 14 дней. Не переносит застойных грунтовых вод, но прекрасно реагирует на регулируемое орошение. 
Сравнительно малотребовательна к почвам. Плохо растёт на лёгких песчаных почвах. Хорошо растёт на разных типах почв — от лёгких до тяжёлых и на осушенных торфяниках. Лучше всего удается на обеспеченных влагой, водопроницаемых суглинистых, глинистых, перегнойных почвах. Отличается высокой отзывчивостью на органические и минеральные удобрения, особенно азотные. На формирование 1 центнера сена использует из почвы 2,4 кг азота, 0,45 кг фосфора и 3,7 кг калия. Очень чувствительна к аэрации почвы.
Чувствительна к осенним и весенним заморозкам, в малоснежные зимы вымерзает. Одна из причин вымерзания — относительно высокое залегание узла кущения. По одному исследованию, узел кущения находится на глубине 10—13 мм, у зимостойких злаков, таких как костёр безостый (Bromus inermis) и др. на глубине 18—22 от поверхности земли. Нормально зимует под снежным покровом.
Среди болезней ежи сборной отмечены: ржавчина, мучнистая роса, белая пятнистость, антракноз, чехловидная болезнь. Повреждается следующими вредителями: проволочники, колосовые мухи, зелёноглазки.

## Химический состав
По наблюдениям количество каротина в зелёной массе по мере старение уменьшалось от 389 мг/кг в фазе трубкования до 242 мг/кг в фазе цветения (на сухую массу).
| Фаза         | Содержание в % | Содержание в % | Содержание в % | Содержание в % | Содержание в % | Содержание в % | Содержание в % | Содержание в % |
| Фаза         | Вода           | Зола           | Ca             | P              | K              | Na             | Mg             | Si             |
| ------------ | -------------- | -------------- | -------------- | -------------- | -------------- | -------------- | -------------- | -------------- |
| Отава-трубка | 75,0           | 2,86           | 0,080          | 0,080          | 1,060          | 0,090          | 0,020          | 0,210          |
| Цветение     | 67,5           | 2,11           | 0,095          | 0,075          | 1,690          | 0,150          | 0,075          | 0,385          |

## Значение и применение
Хорошо поедается всеми видами сельскохозяйственных животных на пастбище и в сене. Охотно поедается алтайским маралом (Cervus elaphus sibiricus Severtzow). Сено более подходит для лошадей и крупного рогатого скота и менее пригодно для молодняка, коз и овец. Для мелких животных сено грубовато, небольшие шипики по краям листа при поедании могут вызывать раздражение кишечника.
Ежу сборную используют при создании сенокосов и пастбищ, в кормовых севооборотах. Дает 2—3 укоса и более. По сравнению с тимофеевкой луговой (Phleum pratense L.) и овсяницей луговой (Festuca pratensis Huds.) отличается большой отавностью и лучшим отрастанием после укосов в течение вегетации и по годам. При пастбищном использовании быстро отрастает после стравливания, получают 3—4 полноценные отавы, удовлетворительно переносит вытаптывание.
Надземная зелёная масса при раннем скашивании дает высокопитательный корм. Более позднее скашивание ежи сборной ведет к резкому снижению питательности корма, уменьшается содержание протеина и возрастания содержания клетчатки. Наибольшее содержание сырого протеина отмечено в фазу кущения (23 %). В фазу колошения в сене содержится уже 10,4 % протеина и 30,9 % клетчатки, в фазу же цветения — только 5,8 % протеина и 34,4 % клетчатки.
В 100 кг сена, убранного в начале цветения, содержится 55 кормовых единиц и 4 кг переваримого протеина. В листьях сухого вещества, протеина, жира и золы накапливается больше, чем в стеблях и соцветиях.
Ежа сборная — растение, известное в культуре давно. Она широко распространена в лесной и лесостепной зонах. С успехом её возделывают в горных районах и на орошаемых землях Средней Азии и Закавказья.
Особо большого распространения и мощного развития достигает ежа на кратко заливаемых, пойменных землях. Иногда в таких условиях она образует почти чистые заросли, которые могут быть использованы для сбора семян. Ежа сборная дает высокие урожаи сена, в среднем 50—60 ц с 1 га.
Используется в декоративных целях в парках и на газонах, чаще используется пёстролистная садовая разновидность (Dactylis glomerata var. variegata Hitchc.) с беловатыми или золотистыми полосками на листовых пластинках.

## Систематика

### Таксономическое положение
|  |                 |  |                                                               |                                                               |                      |  | ещё 15 семейств (согласно Системе APG III) | ещё 15 семейств (согласно Системе APG III)   |                                              |  |  |  | ещё 12 триб (согласно Системе APG III) | ещё 12 триб (согласно Системе APG III) |  |  |  |  | ещё 2—4 вида | ещё 2—4 вида |
|  |                 |  |                                                               |                                                               |                      |  | ещё 15 семейств (согласно Системе APG III) | ещё 15 семейств (согласно Системе APG III)   |                                              |  |  |  | ещё 12 триб (согласно Системе APG III) | ещё 12 триб (согласно Системе APG III) |  |  |  |  | ещё 2—4 вида | ещё 2—4 вида |
|  |                 |  |                                                               | порядок Злакоцветные                                          |                      |  |                                            |                                              | подсемейство Мятликовые                      |  |  |  |                                        | род Ежа                                |  |  |  |  |              |              |
|  |                 |  |                                                               | порядок Злакоцветные                                          |                      |  |                                            |                                              | подсемейство Мятликовые                      |  |  |  |                                        | род Ежа                                |  |  |  |  |              |              |
|  | отдел Цветковые |  |                                                               |                                                               | семейство Мятликовые |  |                                            |                                              | триба Мятликовые                             |  |  |  | вид Ежа сборная                        |                                        |  |  |  |  |              |              |
|  | отдел Цветковые |  |                                                               |                                                               |                      |  |                                            |                                              |                                              |  |  |  |                                        |                                        |  |  |  |  |              |              |
|  |                 |  | ещё 58 порядков цветковых растений (согласно Системе APG III) | ещё 58 порядков цветковых растений (согласно Системе APG III) |                      |  |                                            | ещё 7 подсемейств (согласно Системе APG III) | ещё 7 подсемейств (согласно Системе APG III) |  |  |  | ещё 127 родов                          | ещё 127 родов                          |  |  |  |  |              |              |
|  |                 |  |                                                               | ещё 58 порядков цветковых растений (согласно Системе APG III) |                      |  |                                            |                                              | ещё 7 подсемейств (согласно Системе APG III) |  |  |  |                                        | ещё 127 родов                          |  |  |  |  |              |              |

### Синонимика
- Aeluropus smithii (Link) Steud.
- Bromus cylindraceus (Brot.) Brot.
- Dactylis abbreviata Bernh. ex Link
- Dactylis altaica Besser
- Dactylis aschersoniana Graebn.
- Dactylis canariensis Nees ex Steud., nom. inval.
- Dactylis capitellata Link
- Dactylis cylindracea Brot.
- Dactylis decalcata Brand
- Dactylis fasciculata C.Sm. ex Link, nom. inval.
- Dactylis glaucescens Willd.
- Dactylis heterophylla Opiz ex Domin
- Dactylis hispanica Roth
- Dactylis hispanica Noë ex Steud., nom. inval.
- Dactylis hyrcana (Tzvelev) Mussajev
- Dactylis ibizensis Gand.
- Dactylis kirschbaumii Opiz ex Domin
- Dactylis kovarovicii Opiz
- Dactylis lobata (Drejer) Ostenf., nom. illeg.
- Dactylis marina Borrill
- Dactylis maritima (Hack.) Rivas Mart., nom. illeg.
- Dactylis metlesicsii P.Schönfelder & D.Ludw.
- Dactylis nemorosa Opiz ex Domin
- Dactylis noeana Steud.
- Dactylis ortmanniana Opiz, nom. inval.
- Dactylis pendula (Dumort.) B.D.Jacks.
- Dactylis peylii Opiz ex Domin
- Dactylis polygama Horv.
- Dactylis pubescens Opiz ex Domin
- Dactylis rigida Boiss. & Heldr.
- Dactylis scaberrima Opiz
- Dactylis scabra W.Mann ex Opiz, nom. inval.
- Dactylis slovenica Domin
- Dactylis smithii Link
- Dactylis stenophylla Opiz ex Domin
- Dactylis villosa Ten., nom. illeg.
- Dactylis woronowii Ovcz.
- Festuca glomerata (L.) All.
- Festuca phalarioides Lam.
- Koeleria dactylis Chaub.
- Limnetis glomerata (L.) Eaton
- Phalaris glomerata (L.) Gueldenst.
- Poa smithii (Link) Kunth
- Sesleria cirtensis Trab.
- Trachypoa vulgaris Bubani, nom. illeg.

### Подвиды
- Dactylis glomerata subsp. glomerata
- Dactylis glomerata subsp. hackelii (Asch. & Graebn.) Cif. & Giacom. (1950)
- Dactylis glomerata subsp. hispanica (Roth) Nyman (1882)
- Dactylis glomerata subsp. hyrcana Tzvelev (1976)
- Dactylis glomerata nothosubsp. intercedens (Domin) Acedo (1991)
- Dactylis glomerata subsp. izcoi S.Ortiz & Rodr.Oubiña (1993)
- Dactylis glomerata subsp. judaica Stebbins & D.Zohary (1959)
- Dactylis glomerata subsp. juncinella (Bory ex Boiss.) Stebbins & D.Zohary (1959)
- Dactylis glomerata subsp. lobata (Drejer) H.Lindb. (1906)
- Dactylis glomerata subsp. lusitanica Stebbins & D.Zohary (1959)
- Dactylis glomerata subsp. mairei Stebbins & D.Zohary (1959)
- Dactylis glomerata subsp. merinoana (Horjales, Laso & Redondo) H.Scholz (2011)
- Dactylis glomerata subsp. nestorii Rosselló & L.Sáez (1998)
- Dactylis glomerata subsp. oceanica G.Guignard (1986)
- Dactylis glomerata subsp. reichenbachii (Hausm. ex Dalla Torre & Sarnth.) Stebbins & D.Zohary (1959)
- Dactylis glomerata subsp. rigida (Boiss. & Heldr.) Hayek (1932)
- Dactylis glomerata subsp. santai Stebbins & D.Zohary (1959)
- Dactylis glomerata subsp. slovenica (Domin) Domin (1928)
- Dactylis glomerata subsp. stebbinsii (Horjales, Laso & Redondo) H.Scholz (2011)
- Dactylis glomerata subsp. woronowii (Ovcz.) Stebbins & D.Zohary (1959)